# Európai Eszperantó Unió
Európai Eszperantó Unió (EEU) (eszperantó: Eŭropa Esperanto-Unio) az első gondolatok a hatvanas években kezdődtek. Az első kongresszusra 1976-ban került sor. Az Európai Eszperantó Unió tevékenysége nagyrészt az Európai Unió és elődjeinek befolyásolására irányult. Cél: az eszperantó népszerűsítése az Európai Unióban annak érdekében, hogy az Európai Unió nyelvileg hatékony és diszkriminációmentes legyen.

## Története
Az Eszperantó Világszövetség (EV) már a hatvanas években figyelemmel kísérte az Európában zajló folyamatokat. Ezért Wilhem Herrmann, az EV európai ügyekért felelős igazgatósági tagja aláírta az európai helyi hatóságoknak szóló Európai Kampány körleveleket. 1965-ben Bécsben Európai Eszperantó Konferenciára került sor. Werner Bormann 1970-ben felvázolta az első reális cselekvési tervet az Európai Közösségen belül. Az Eszperantó Világkongresszusok idején rendszeresen szerveztek Európáról szóló találkozókat és munkacsoportokat, 1973-ban pedig az Eszperantó Európa Kongresszust tartották Luxemburgban. A fő téma a nyelvi probléma kezelése volt Európában és különösen az Európai Közösségben. Az egyesületet létrehozták az 1977-es Eszperantó Világkongresszuson, Reykjavikban, később többször átszervezték. Az EEU legálisan bejegyzett egyesület 2005 májusa óta Belgiumban. Brüsszelben létrehoztak egy kommunikációs központot, amelynek többek között célja az európaiak tájékoztatása az eszperantóról. Az EEU hivatalos orgánuma az Európai Közlöny.

## Fordítás
- Ez a szócikk részben vagy egészben  a   Historio de EEU című eszperantó Wikipédia-szócikk ezen változatának fordításán alapul.  Az eredeti cikk szerkesztőit annak laptörténete sorolja fel. Ez a jelzés csupán a megfogalmazás eredetét és a szerzői jogokat jelzi, nem szolgál a cikkben szereplő információk forrásmegjelöléseként.
- Ez a szócikk részben vagy egészben  az   Eŭropa Esperanto-Unio című eszperantó Wikipédia-szócikk ezen változatának fordításán alapul.  Az eredeti cikk szerkesztőit annak laptörténete sorolja fel. Ez a jelzés csupán a megfogalmazás eredetét és a szerzői jogokat jelzi, nem szolgál a cikkben szereplő információk forrásmegjelöléseként.